# 魁公府
魁公府是位于中国北京市西城区宝产胡同23、甲23、25、27、29号、赵登禹路60号、四根柏胡同18号的清朝镇国公魁璋的府第。

## 历史

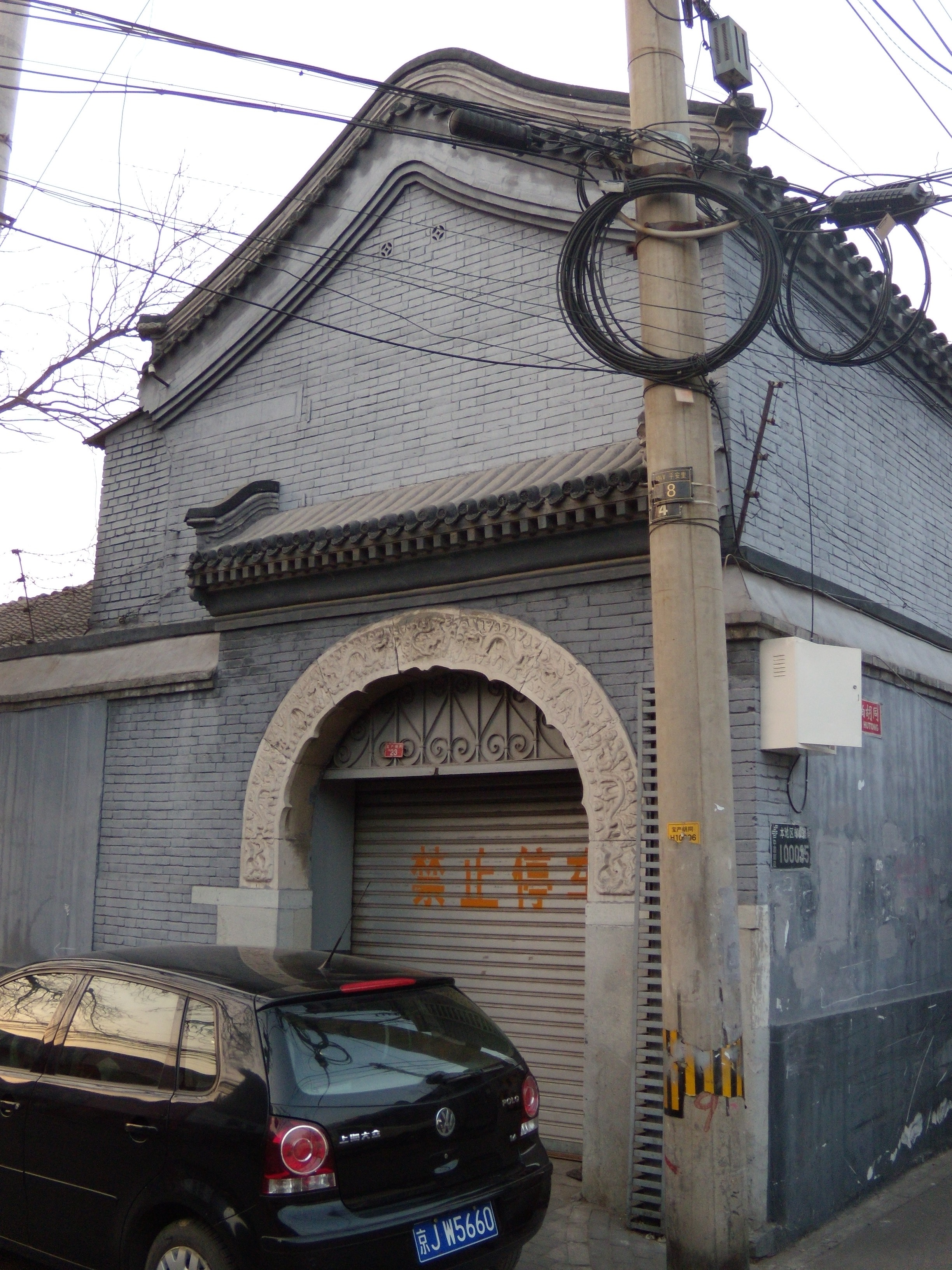
魁公府建筑，位于四根柏胡同南口西侧，宝产胡同北侧。

“魁公”即魁璋，是裕亲王福全的第九世孙，清朝光绪二十四年（1898年）袭封镇国公。裕亲王府原来在台基厂二条，清朝末年被划入使馆界内，裕亲王府被拆除兴建奥地利使馆，魁璋乃迁居宝产胡同的魁公府。
如今，该府建筑为新街口派出所等单位使用。

## 建筑
魁公府坐北朝南，自东向西共分为六路，每路各有三到四进院落，建筑格局基本完好。